# Fragment Gallery
Fragment Gallery — бывшая московская галерея современного искусства. По состоянию на 2022 год работает в Нью-Йорке.
Была ориентирована на продвижение художников независимо от их возраста, пола, национальности и расовой принадлежности. Художественная практика большинства из них затрагивает проблемы современного мира: от социальных и экономических до политических. Fragment Gallery была основана в декабре 2016 года. За первые три года существования уже реализовано более 25 проектов. Выставки галереи и её участие в ярмарках регулярно освещаются в таких ведущих международных изданиях, как The Art Newspaper, Artforum, ARTNews, Financial Times, Forbes и т. д.
Помимо выставочной деятельности в галерее проходит образовательная программа (лекции, мастер классы и artist talk). Ежегодно организуются международные опен-коллы для художников и кураторов. Летом 2018 года Fragment Gallery приняла участие в программе Международного объединения галерей Vacation в Нью-Йорке, где представила два персональных проекта художников галереи, один из которых вошёл в подборку наиболее ожидаемых событий недели по версии ARTnews.
В 2020 году стала инициатором международного объединения галерей Open Circle.
В 2019 году основатель Fragment Gallery Сергей Гущин стал первым галеристом, который принял участие в программе «Business Development in Contemporary Art» нью-йоркской резиденции Residency Unlimited (в рамках партнёрского сотрудничества с Московским музеем современного искусства).
В 2017 году на ярмарке современного искусства Cosmoscow галерея получила Приз за лучший стенд по версии Экспертного совета ярмарки. В октябре 2019 года галерея приняла участие в Sunday Art Fair (Лондон), а в декабре — в ярмарке NADA (Майами).

## Художники
Fragment Gallery сотрудничает со следующими художниками:
- Данини. В 2020 году проект художница со своим проектом Диск (Д:) стала лауреатом Государственной премии в области современного искусства «Инновация — 2020»[8] в категории «Новая генерация»[9][10].
- Ника Купырова. В портфолио художницы участие во II и III Московской биеннале современного искусства, выставки в Центре современного искусства WIELS в Брюсселе (2018), в Музее современного искусства Mattress Factory в США (2011), в Wien Museum MUSA в Вене (2018), в SODA Gallery в Братиславе (2018), Kunstraum Niederoesterreich в Вене (2015). Работы художницы находятся в коллекции Австрии в Belvedere 21, в коллекциях Wien Museum (Австрия), Fait Gallery (Чехия), а также Музея современного искусства Mattress Factory (США).
- Алексей Мартинс. В 2015 году художник вошёл в шорт-лист премии Кандинского в номинации «Молодой художник. Проект года»[11], в 2017 году стал обладателем премии в области современного искусства Ruinart Art Patronat[12]. Работы Алексея Мартинса находятся в фонде Государственной Третьяковской галереи, Красноярского музейного центра и в частных коллекциях.
- Пацифико Силано. Лауреат стипендии Фонда Аарона Сискинда, и BRIC Media Arts, финалист премии «Aperture Foundation Portfolio Prize», обладатель гранта на участие в резиденции от Light Work в Сиракузах в Нью-Йорке, а также участник резиденций Printshop в Нижнем Ист-Сайде и AIM при Музее Бронкса. Работы художника находятся в коллекции нью-йоркского Музея современного искусства (MoMA).

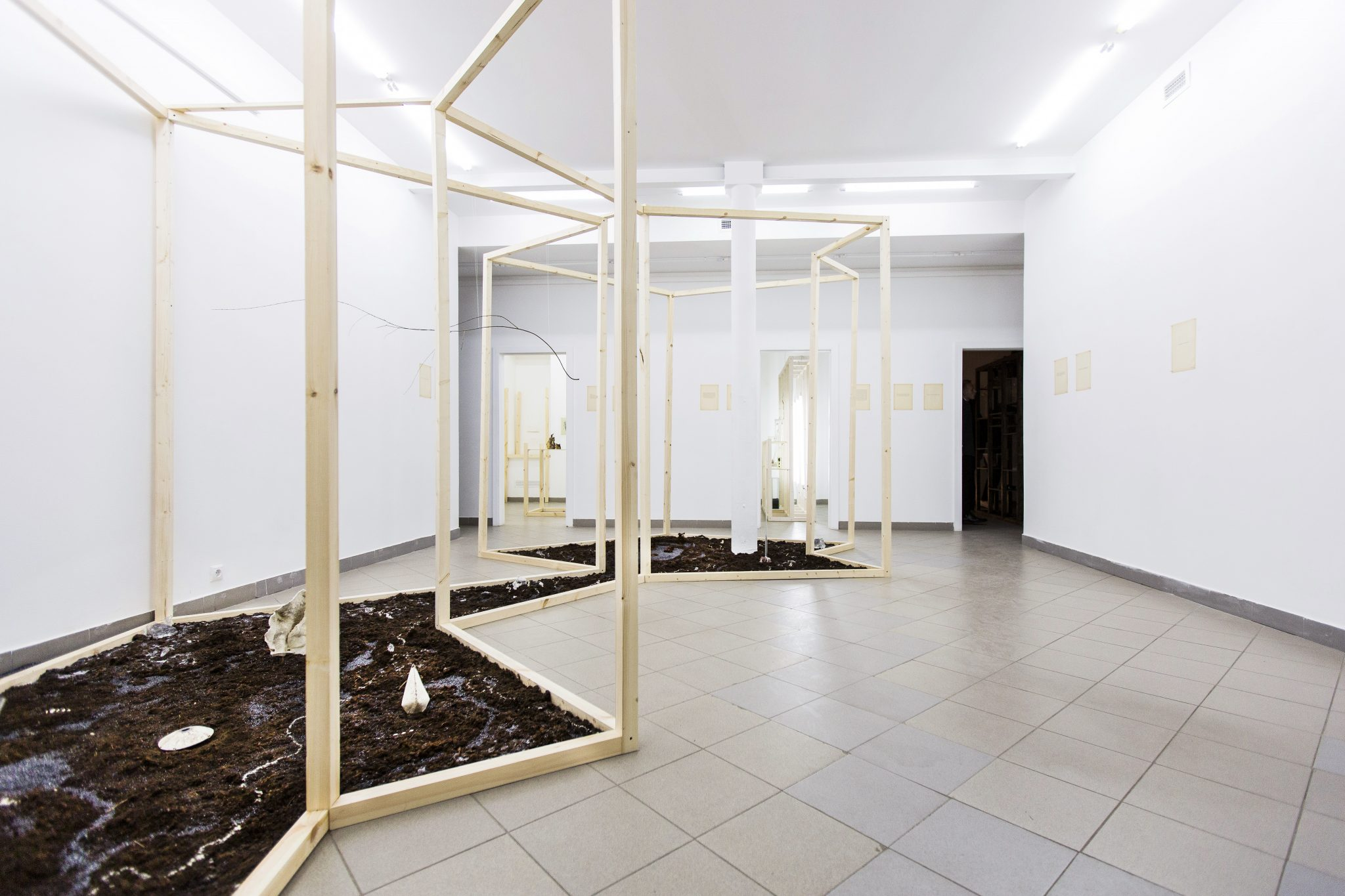
Часть экспозиции выставки Ильи Федотова-Федорова «Инстинкт сохранения»

- Илья Федотов-Фёдоров. Обладатель спецприза премии «Инновация» в категории «Новая генерация»[13]. Работы Ильи Федотова-Федорова находятся в коллекции Государственной Третьяковской галереи, Государственного музея изобразительных искусств им. А. С. Пушкина, Московского музея современного искусства и частных коллекциях.
- Юра Шуст. Номинант премии «Coming People» Музея современного искусства S.M.A.K. (Гент, Бельгия), а также номинант премии Сергея Курёхина (2020). Работы художника хранятся в частных и публичных коллекциях, включая коллекцию музея современного искусства S.M.A.K.
- Александр Щуренков. В марте 2019 года стал первым российским художником, который принял участие в художественной резиденции Энтони Гормли в Норфолке (Великобритания).
- Патрисия Айрес. Является номинантом The Rema Hort Mann Foundation (2019). Сейчас Патрисия Айрес участвует в долгосрочной художественной резиденции (2019—2021) в Sharpe-Walentas Studio Program в Бруклине.
- Лиза Айвори. Работы Айвори регулярно выставляются в галерее Charlie Smith в Лондоне, а в 2020 персональная выставка художницы состоялась в Pamela Salisbury gallery (США). В том же году работы Лизы Айвори были представлены галереей Fragment в рамках престижной арт-ярмарки NADA Miami[14].
- Владислав Марков. Работы художника были представлены в Lily Brooke Gallery в Лондоне (2017), в Safe Gallery в Бруклине на выставке «On High Water» выпускников магистерской программы The Cornell University (2019), а также на «Big Snack» в Signal в Бруклине (2018). В 2018 и 2019 году Марков участвовал в программе Гарвардского университета в качестве приглашённого лектора.

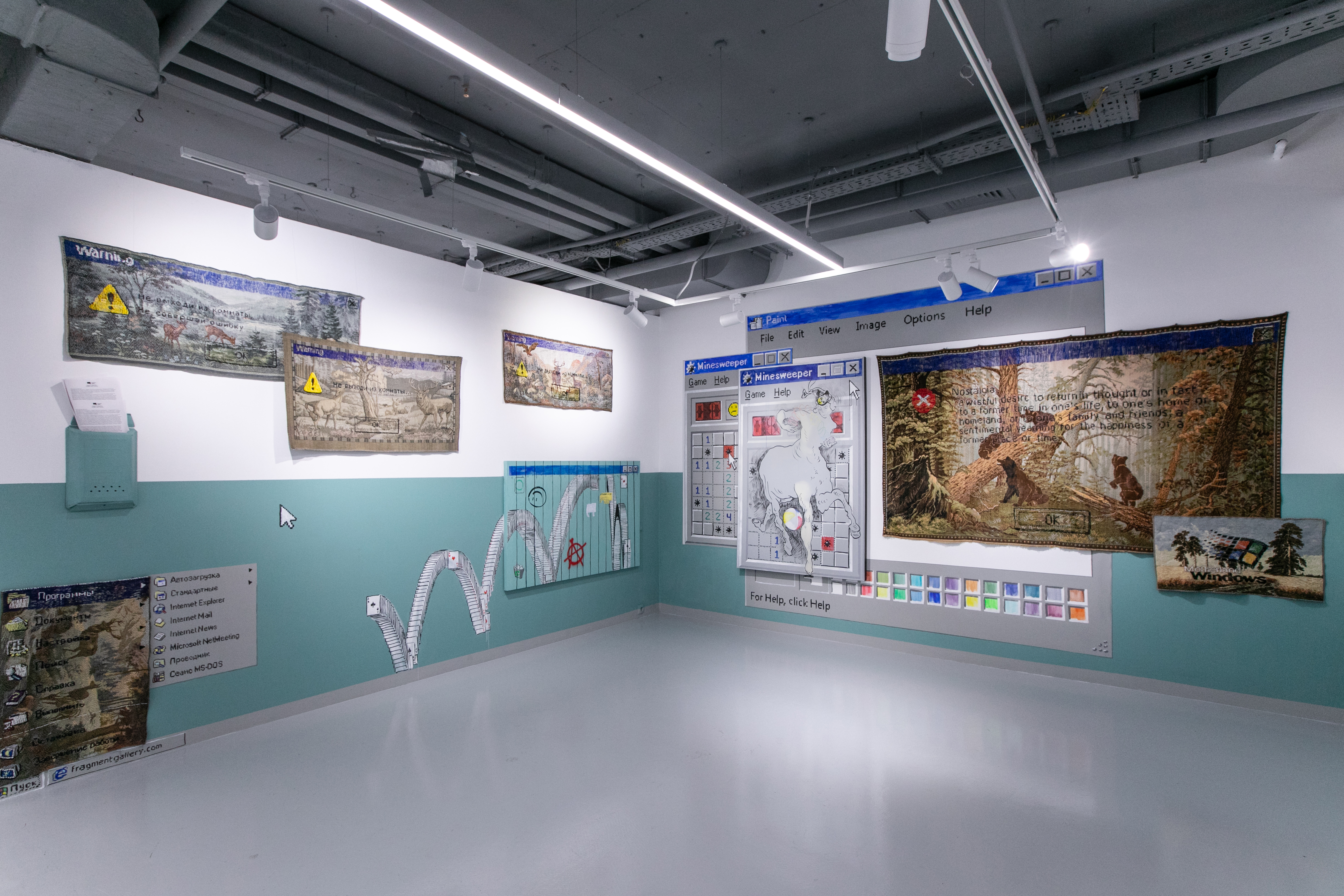
Часть экспозиции выставки Данини «Диск (Д:)»

## Выставки

### 2021
- Выставка Патрисии Айрес и Лизы Айвори «Стоп-слово».

### 2020
- Персональная выставка Антонии Люксем «Disidentification»;
- Выставка международного объединения галерей Open Circle «Новый (сюр)реализм»;
- Персональная выставка Александра Щуренкова «Сады Эдема»;
- Персональная выставка Алексея Мартинса «Пятна на солнце».

### 2019
- Персональная выставка Юры Шуста «НЕОФИТ». Обзор проекта был опубликован в Artforum, одном из ведущих мировых изданий по искусству, в рубрике Critics’ Picks[15].;
- Персональная выставка Пацифико Силано «Как исчезнуть»;
- Персональная выставка Данини «Диск (Д:)», куратор — Юля Юсма;
- Персональная выставка Саши Пироговой «Сад», на которой впервые в Москве была представлена работа «Сад», созданная для экспозиции павильона России на 57-й Венецианской биеннале[16].

### 2018
- Персональная выставка Ильи Федотова-Федорова «Коллекция розовой книги № 2» в Биологическом музее имени К. А. Тимирязева. Совместный проект галереи и музея с внедрением предметов искусства непосредственно в основную экспозицию музея;
- Групповая выставка студентов Британской Высшей Школы Дизайна «Пути сообщения», куратор — Михаил Левин;
- Групповая выставка (Ильмира Болотян, Город Устинов, Алексей Мартинс, Илья Федотов-Фёдоров, Александр Щуренков) «Последствия»;
- Персональная выставка Софы Скидан «Transverse Hyperspace», куратор — Александр Буренков. Проект был включён в лонг-лист Международной премии Сергея Курёхина в номинации «Лучшее произведение визуального искусства»[17];
- Персональная выставка Александра Щуренкова «Ones it happened, backfired» в рамках программы Международной ассоциации галерей Vacation NYC, вошедшая в подборку наиболее ожидаемых событий недели по версии Artnews[18];
- Персональная выставка Ильи Федотова-Федорова «Инстинкт сохранения» в рамках программы Международной ассоциации галерей Vacation NYC;
- Персональная выставка Александра Щуренкова «Цугцванг», куратор — Алексей Масляев. Проект вошел в Параллельную программу 6-й Московской международной биеннале молодого искусства;
- Групповая выставка победителей open call для кураторов «Подобранные оболочки», куратор — Луиз Морин;
- Персональная выставка Алексея Мартинса «Формы тепла», кураторы — Андрей Егоров и Анна Арутюнян;
- Выставка Елены Артёменко и Елены Ямлихановой «Отчуждённое тело», куратор — Ильмира Болотян;

### 2017
- Персональная выставка Зины Исуповой «Область недостоверного»;
- Персональная выставка Ильи Федотова-Федорова «Инстинкт сохранения», куратор — Алексей Масляев. Проект вошел в Параллельную программу 7-й Московской международной биеннале современного искусства;
- Групповая выставка победителей open call для художников «Кладбище диалог», куратор — Илья Федотов-Фёдоров;
- Персональная выставка Ильмиры Болотян «Свидание в музее», куратор — Оксана Полякова. Проект был номинирован на премию Сергея Курёхина в категории «Лучшее произведение визуального искусства»;
- Персональная выставка Фархада Фарзалиева «Азербайджанское барокко», куратор — Андрей Мизиано;
- Персональная выставка Вари Павловой (Lisokot) «Tail of human Tale»;
- Персональная выставка Алексея Мартинса «Ментальные дрова»;
- Групповая выставка (Кирилл Басалаев, Ильмира Болотян, Зина Исупова, Дмитрий Лукьянов, Андрей Сяйлев, Илья Федотов-Фёдоров) «Город в личное время».